# Мірза Мухаммад Хаді Русва
Мірза Мухаммад Хаді Русва (1857 — 21 жовтня 1931) — індійський урдумовний письменник, поет, драматург.

## Життєпис
Народився у Лакхнау, у родині військового Мірзи Мухаммада Такі. При народженні його назвали Мірза Мухаммад Хаді. Русва — це літературний псевдонім. Початкову освіту отримав вдома. У 1873 році втратив батьків, після цього знаходився під опікою дядька. Замолоду вивчив мови (арабську, перську, грецьку, юдейську, англійську, урду, латину), цікавився літературою та точними науками. Згодом отримав диплом слухача в Інженерному училищі Томаса у місті Руркі, після цього працював на залізниці у Белуджистані. Водночас займався прозою та поезією. У 1890-х роках повернувся до Лакхнау, де влаштувався викладачем початкових знань у школі, потім у коледжі. У 1929 році його було запрошено викладати в Османському університеті у Хайдарабаді. Тут він помер від черевного тифу в 1931 році.

## Творчість
Працював у різних жанрах. Автор поеми «Надія і тривоги» («Уммед-о-бім»), драми у віршах «Лейла і Меджнун». Втім популярність йому принесли повісті та романи. У романах Русва йде від традиції дастану, значну частину складає атмосфера фантазії, неправдоподібних пристрастей та обставин. Найвідомішим став твір «Танцівниця» («Умра-джан Ада»), яку визнано однією з найкращих повістей на урду. Два інших романи Русви «Шляхетний» («Зат-е Шаріф») і «Нащадок знатного роду» («Шаріфзада») мовби складають разом з «Умра-джан Ада» трилогію. Усього у доробку Русви було 5 романів.